# Паласиос Тейде, Барбара
Ба́рбара Пала́сиос Те́йде де Манри́ке (исп. Bárbara Palacios Teyde de Manrique; род. 9 декабря 1963, Мадрид) — венесуэльская модель и фотомодель, телеведущая, писательница, христианский проповедник и королева красоты; победительница конкурса «Мисс Вселенная 1986 года».

## Биография
Барбара Паласиос Тейде родилась 9 декабря 1963 года в столице Испании городе Мадриде в творческой семье Барбары Тейде и Хорхе Паласиоса. Её отец был испанским актёром, а мать — венесуэльской актрисой, сделавшей плодотворную актёрскую карьеру в Венесуэле. Они переехали в Каракас в середине 1960-х годов, когда Паласиос было полтора года, и по законам того времени этой южноамериканской страны она считалась венесуэлкой по происхождению. Вскоре их актёрский брак распался.
Она рассказывает в своей автобиографической книге, представленной в 2019 году, «Atrévete a ser Bárbara» (букв. «Осмельтесь быть Барбарой»), что была членом «неблагополучной семьи», с ситуациями домашнего насилия; её детство и юность были полны жестокого обращения: «Было насилие в целом, было физическое насилие, удары, а также словесное и эмоциональное унижение», которое, по её мнению, каким-то образом прервало её детство и юность. Она также рассказывает, что когда ей было всего шесть лет, она уже несла чемодан, полный одежды, с которым хотела уйти из дома. Она много плакала и вставала ночью, чтобы попросить мать позвонить в церковь или дать ей адрес какой-нибудь Божьей обители, где её приютят
Первое знакомство Барбары с конкурсом Мисс Венесуэла произошло, когда ей едва исполнилось двенадцать лет, когда в компании матери им повстречался тренер венесуэльских королев красоты Осмель Соуза, который сказал: «Барбарита, однажды ты станешь Мисс Венесуэла», на что девочка ответила, что никогда не будет участвовать. В 17 лет Соуза снова позвонил ей, пригласив на кастинг, но она отказала, потому что работала, чтобы оплачивать учёбу в университете, и не была заинтересована в том, чтобы быть королевой красоты. Мистер Осмел не терял надежды, он звонил ей пять лет, пока в 1986 году не вымолил её согласия.
Уже будучи выпускником и младшим специалистом по рекламе, в возрасте 22 лет она представляла штат Трухильо на конкурсе «Мисс Венесуэла» 1986 года, выступая в Муниципальном театре города Каракаса. Она выиграла конкурс и получила корону от своей предшественницы Сильвии Мартинес. Затем она выиграла таи же титул «Мисс Южная Америка 1986 года» и кроме того получила ленту «Мисс Фотогеничность Южная Америка». Это открыло ей дорогу на международный конкурс красоты «Мисс Вселенная 1986», где её также ждал триумф. Конкурс состоялся в Панама-Сити 21 июля 1986 года и она стала третьей гражданкой Венесуэлы коронованой как «Мисс Вселенная».
После конкурса Паласиос более двух десятилетий работала телеведущей и был представителем транснациональных корпораций в США и Латинской Америке. Она основала несколько рекламных агентств и с 2010 года владеет американской компанией «Barbara Palacios Corporation», которая занимается коммерциализацией товаров для женщин, с линиями ювелирных изделий и косметических товаров, которые продаются в магазинах под её именем (в основном в штате Флорида, США). Линия продуктов «Barbara Palacios Casual» распространяется в нескольких странах Латинской Америки.
Кроме того Барбара Паласиос Тейде известна как публичный оратор, правозащитник, проповедник и пропагандист здорорового целостного образа жизни. Она запустила «BP Inspiration», где является главным мотивационным спикером.
Паласиос вышла замуж за Виктора Манрике в 1988 году; у них двое сыновей, Виктор Томас и Диего Альфонсо. У неё есть несколько сводных братьев и сестёр, среди которых Джорджина Паласиос и Джан Пьеро Перес Спанья.